# فایشتنبرگ (وورتمبرگ)
فایشتنبرگ (به آلمانی: Fichtenberg) یک شهر در آلمان است که در Schwäbisch Hall واقع شده‌است. فایشتنبرگ ۲٬۹۰۰ نفر جمعیت دارد.